# Az Igazság Ligája: Végtelen Világok Válsága – Első rész
Az Igazság Ligája: Végtelen Világok Válsága – Első rész (eredeti cím: Justice League: Crisis on Infinite Earths – Part One) 2024-ben bemutatott amerikai 2D-s számítógépes animációs szuperhősfilm, amelyet Jeff Wamester rendezett. A film Marv Wolfman és George Pérez által alkotott, Crisis on Infinite Earths című képregény alapján készült.
Amerikában 2024. január 9-én mutatták be digitális formában, 2024. január 23-án pedig Ultra HD Blu-ray-en és Blu-ray-en is megjelent. Magyarországon 2024. október 4-én mutatta be a HBO Max, míg az HBO-n 2024. október 5-én adták le.

## Szereplők
| Szerep                             | Eredeti hang         | Magyar hang            |
| ---------------------------------- | -------------------- | ---------------------- |
| Superman / Clark Kent              | Darren Criss         | Szatory Dávid          |
| Superman a Föld-2-ről / Clark Kent | Darren Criss         | Szatory Dávid          |
| Batman / Bruce Wayne               | Jensen Ackles        | Széles Tamás           |
| Csodanő / Diane Prince             | Stana Katić          | Solecki Janka          |
| Szupernő                           | Stana Katić          | Sipos Eszter Anna      |
| Flash / Barry Allen                | Matt Bomer           | Hám Bertalan           |
| Supergirl / Kara Zor-El / Hírvivő  | Meg Donnelly         | Kis-Kovács Luca        |
| Zöld Íjász / Oliver Queen          | Jimmi Simpson        | Szabó Máté             |
| Lex Luthor                         | Zachary Quinto       | Dévai Balázs           |
| Monitor / Mar Novu                 | Jonathan Adams       | Schneider Zoltán       |
| Marsbéli Vadász / J'on J'onzz      | Ike Amadi            |                        |
| Csodaember                         | Ike Amadi            |                        |
| Dr. Anthony Ivo                    | Ike Amadi            | Láng Balázs            |
| Lélekkalóz / Charles Halstead      | Geoffrey Arend       | Karácsonyi Zoltán      |
| Sólyomember                        | Geoffrey Arend       | Szabó Andor            |
| Dick Grayson                       | Zach Callison        | Jaskó Bálint           |
| Robin a Föld-2-ről / Dick Grayson  | Zach Callison        | Jaskó Bálint           |
| Lois Lane                          | Alexandra Daddario   | Sipos Eszter Anna      |
| Alfred Pennyworth                  | Alastair Duncan      | Bácskai János          |
| Kék Bogár / Ted Kord               | Matt Lanter          | Pásztor Tibor          |
| Ultraman                           | Matt Lanter          | Varga Gábor            |
| Mr. Tökéletes / Michael Holt       | Ato Essandoh         | Sörös Miklós           |
| Hajnalcsillag                      | Cynthia Hamidi       | Dér Marus              |
| Zöld Lámpás / John Stewart         | Aldis Hodge          | Tokaji Csaba           |
| Erőgyűrű                           | Aldis Hodge          | Tokaji Csaba           |
| Doktor Fény / Dr. Kimiyo Hoshi     | Erika Ishii          | Berkes Boglárka        |
| Vadásznő / Helena Wayne            | Erika Ishii          |                        |
| Kérdés                             | David Kaye           | Magyar Bálint          |
| Iris West                          | Ashleigh LaThrop     | Mikecz Estilla         |
| Aquaman / Arthur Curry             | Liam McIntyre        | Fehérváry Márton       |
| Johnny Quick                       | Liam McIntyre        | Suhajda Dániel         |
| Hal Jordan                         | Nolan North          | Pásztor Tibor          |
| Amazo                              | Nolan North          | Maday Gábor            |
| John Constantine                   | Nolan North          | Horváth-Töreki Gergely |
| Kísértet                           | Lou Diamond Phillips | Olt Tamás              |
| Owlman                             | Lou Diamond Phillips | Olt Tamás              |
| Vixen / Mari McCabe                | Keesha Sharp         | Nemes Takách Kata      |
| Agykeselyű 5                       | Harry Shum Jr.       | Czető Roland           |

### Magyar változat
- Főcím: Orosz Gergely
- Magyar szöveg: Imri László
- Hangmérnök: Nemes László
- Vágó: Simkóné Varga Erzsébet
- Gyártásvezető: Cabello-Colini Borbála
- Szinkronrendező: Blahó Gergő
- Produkciós vezető: Várkonyi Krisztina

A szinkront az HBO megbízásából a Mafilm Audio Kft. készítette.